# Srby u Horšovského Týna
Srby (deutsch Sirb) ist eine Gemeinde im Okres Domažlice im Plzeňský kraj in Tschechien. Die Gemeinde hat 386 Einwohner (2006) und erstreckt sich über eine Fläche von 20,45 km². Sie liegt etwa 15 Kilometer nordwestlich von Domažlice im Tal der Radbuza.

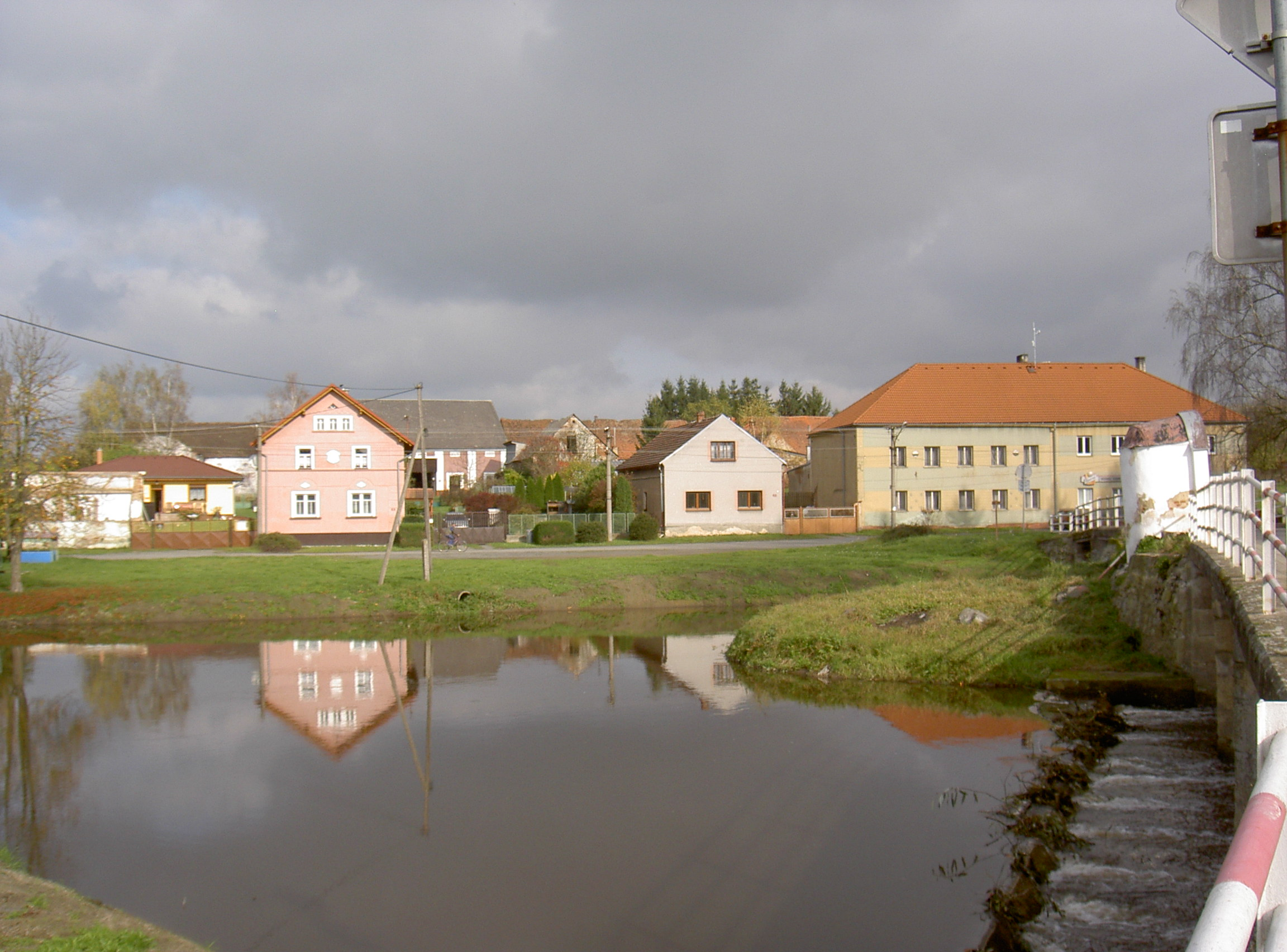
Srby u Horšovského Týna

## Geschichte
Der Ort Srby wurde das erste Mal im Jahr 1312 erwähnt. Der Name des Ortes lässt sich mit der Ansiedlung von Serben oder Sorben erklären. Verwaltungstechnisch bildete Sirb ab der Mitte des 19. Jahrhunderts eine Gemeinde im Gerichtsbezirk Hostau bzw. im Bezirk Bischofteinitz.
Nach dem Münchner Abkommen wurde Sirb dem Deutschen Reich zugeschlagen und gehörte bis 1945 zum Landkreis Bischofteinitz.

## Gemeindegliederung
Die Gemeinde Srby besteht aus den Ortsteilen und Katastralbezirken Medná (Meeden), Polžice (Pollschitz), Roudná (Rouden), Srby und Vítání (Wittana). Zu Srby gehört außerdem die Wüstung Ferdinandovo Údolí (Ferdinandsthal).